# Lupinus syriggedes
Lupinus syriggedes är en ärtväxtart som beskrevs av Charles Piper Smith. Lupinus syriggedes ingår i släktet lupiner, och familjen ärtväxter. Inga underarter finns listade i Catalogue of Life.